# Presidentsverkiezingen in Mali (2002)
| Stemverhoudingen in % |
| --------------------- |
|                       |

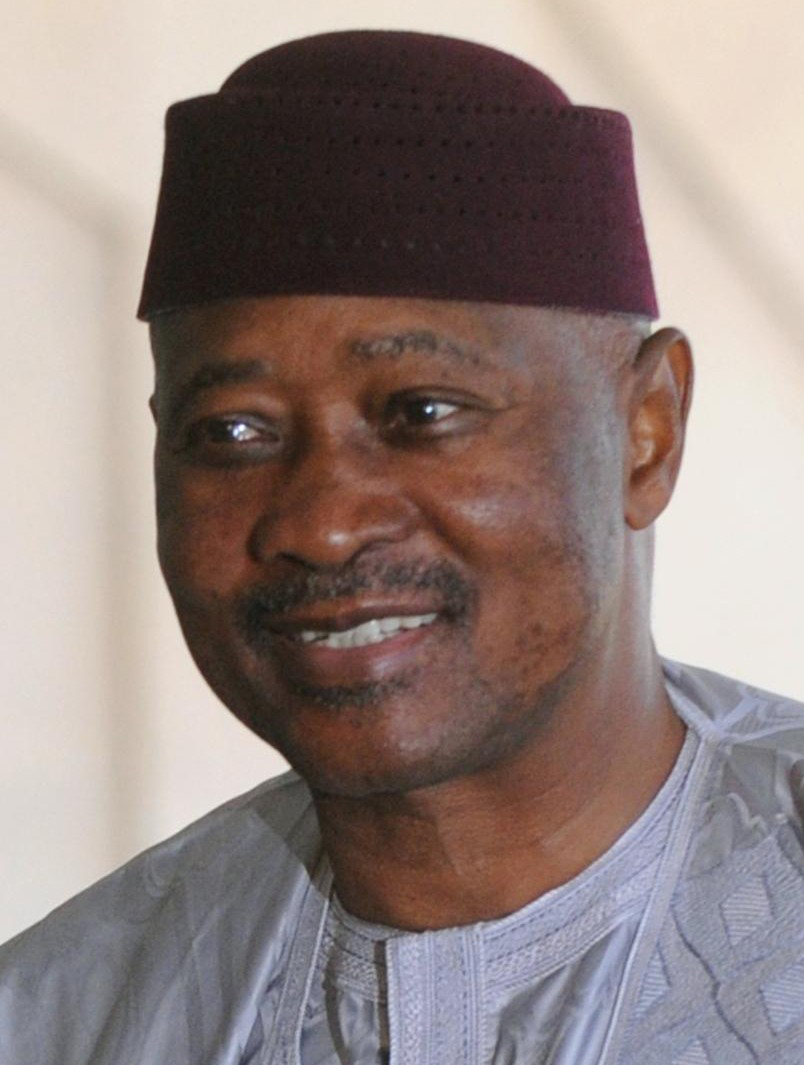
Amadou Toumani Touré won de presidentsverkiezingen met 65% van de stemmen

De Presidentsverkiezingen in Mali van 2002 werden op 28 april (eerste ronde) en 12 mei (tweede ronde) gehouden. In totaal deden er 24 personen mee aan de eerste ronde op 28 april. De kandidaten Amadou Toumani Touré (partijloos) en Soumaïla Cissé (ADEMA) kregen met respectievelijk 28,71 en 21,37 procent de meeste stemmen en plaatsten zich voor de beslissende tweede ronde op 12 mei. Bij het bekendmaken van de einduitslag bleek Touré 65,01% van de stemmen te hebben gekregen en werd uitgeroepen tot winnaar. Cissé bleef stekken op 34,99% van de stemmen.
Over het algemeen verliepen de verkiezingen eerlijk, maar er waren wel enkele kleine incidenten. Op 8 juni 2002 werd Touré geïnstalleerd als president van de republiek. Hij was hiermee het tweede democratisch gekozen staatshoofd sinds het herstel van het meerpartijenstelsel in 1991.

## Uitslag

### Presidentsverkiezingen
| Kandidaat                         | Kandidaat                         | Partij                              | Stemmen (1e ronde) | % (1e ronde) | Stemmen (2e ronde) | % (2e ronde) |
| --------------------------------- | --------------------------------- | ----------------------------------- | ------------------ | ------------ | ------------------ | ------------ |
|                                   | Amadou Toumani Touré              | Partijloos                          | 449.176            | 28,71        | 926.243            | 65,01        |
|                                   | Soumaïla Cissé                    | Alliance pour la démocratie au Mali | 333.525            | 21,31        | 498.503            | 34,99        |
|                                   | Ibrahim Boubacar Keïta            | Rassemblement pour le Mali          | 329.143            | 21,03        |                    |              |
| Overige kandidaten                | Overige kandidaten                | Overige kandidaten                  | 452.932            | 49,98        |                    |              |
| Totaal                            | Totaal                            | Totaal                              | 1.564.776          | 100,00       | 1.424.746          | 100,00       |
|                                   |                                   |                                     |                    |              |                    |              |
| Geldige stemmen                   | Geldige stemmen                   | Geldige stemmen                     | 1.564.776          | 71,09        | 1.424.746          | 82,68        |
| Ongeldige stemmen/ blanco stemmen | Ongeldige stemmen/ blanco stemmen | Ongeldige stemmen/ blanco stemmen   | 636.378            | 28,91        | 298.464            | 17,32        |
| Totaal aantal stemmen             | Totaal aantal stemmen             | Totaal aantal stemmen               | 2.201.154          | 100,00       | 1.723.210          | 100,00       |
| Geregistreerde kiezers/ Opkomst   | Geregistreerde kiezers/ Opkomst   | Geregistreerde kiezers/ Opkomst     | 5.746.202          | 38,31        | 5.746.202          | 29,99        |
| Bron: AED                         |                                   |                                     |                    |              |                    |              |